# Činitel stojatého vlnění

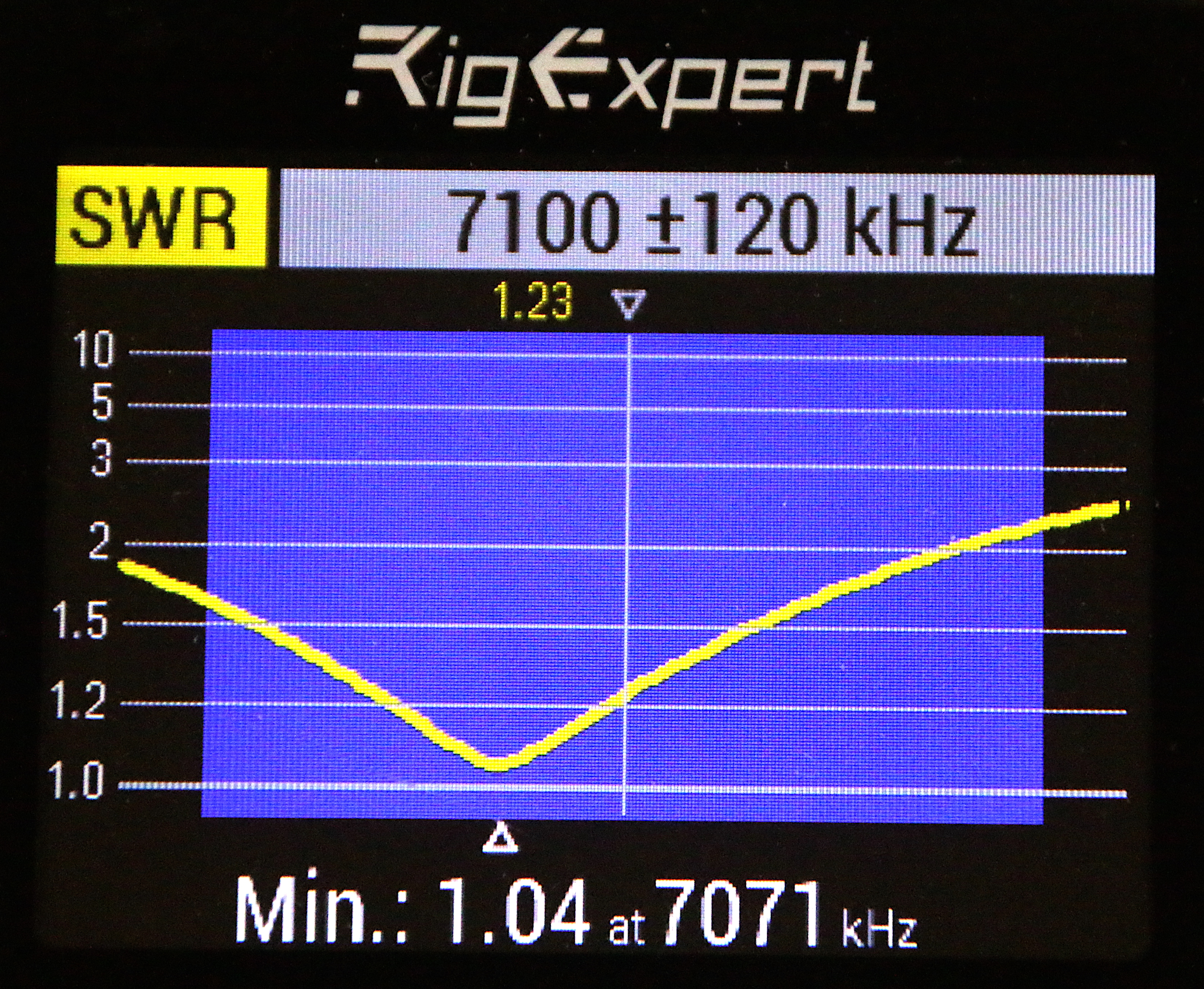
Zobrazení průběhu činitele stojatého vlnění v závislosti na frekvenci signálu ve zkoumané anténě, zejména jeho minima, na displeji anténního analyzátoru

Činitel stojatého vlnění, ČSV (často mechanicky překládaný z angličtiny jako poměr stojatých vln, PSV, anglicky Standing Wave Ratio, SWR) je poměr maximální a minimální amplitudy při stojatém vlnění.
Pokud se postupné vlnění o amplitudě A1 v přenosovém vedení interferuje s vlněním o amplitudě A2, vzniká stojaté vlnění, jehož ČSV (PSV) dán vztahem:
{\displaystyle \mathrm {PSV} ={\frac {A_{max}}{A_{min}}}={\frac {A_{1}+A_{2}}{A_{1}-A_{2}}}}.
Pokud druhé vlnění vzniká odrazem na konci přenosového vedení, lze činitel stojatého vlnění vyjádřit pomocí koeficientu odrazu Γ:
{\displaystyle \mathrm {PSV} ={\frac {1+|\Gamma |}{1-|\Gamma |}}}.
Měřením ČSV lze tedy určit také koeficient odrazu, jehož měření je obvykle nemožné nebo obtížné.
Odrazy na vedení způsobují ztráty a mohou vést k poškození vysílače nebo vedení. V praxi se proto obvykle usiluje o to, aby k odrazům nedocházelo. Proto se vedení zakončuje zátěží odpovídající (co možná nejlépe) jeho charakteristické impedanci.